# كارل مالمبيرغ
كارل مالمبيرغ (بالإنجليزية: Carl Malmberg)‏ هو مترجم وكاتب أمريكي، ولد في 1904، وتوفي في 1979.